# Jurgen Verstrepen
Jurgen Pierre Katharina Verstrepen (Deurne, 12 juni 1966) is een voormalig Vlaams volksvertegenwoordiger, gemeenteraadslid van Antwerpen, zaakvoerder, televisiemaker, radiopresentator en media-adviseur.

## Levensloop
In het hoger onderwijs volgde Verstrepen kandidaturen industrieel ingenieur en toegepaste communicatienwetenschappen, maar maakte deze studies niet af. 
Op zijn vijftiende presenteerde Verstrepen zijn eerste radioprogramma, op piratenzender Radio Carina. Tijdens zijn studieperiode presenteerde hij muziekprogramma's op verschillende zenders zoals radio Reflex Mechelen (1983), Arcan Radio (1984), European University Radio (1985), FM Brussel (1985), SIS FM (1985), MicronRadio - HitradioAntwerp (1986) en StudioAntwerp (1987), waarvan hij tot 1988 studiomanager was, Radio Antigoon - Radio Go (1988), Radio Contact (1989). Van 1991 tot 1996 presenteerde hij tevens op de talkradiozender Radio Metropolys en in 1992 op de informatieve havenradio Radio Dockside. 
In 1988 begon hij bij de Vlaamse publieke omroep BRTN. Hij was er tot 1991 commentaarstem in de quiz Felice! van Felice Damiano en de spelprogramma's Baraka en IQ en was assistent bij de productie van de talentenjacht Sterrenwacht en de praatprogramma's van Jessie De Caluwé. In 1991 startte Jurgen Verstrepen met Talkradio in Vlaanderen, vanuit Antwerpen op de toenmalige radiozender Metropolys(Ace), waar hij bleef tot in 1996. In 1993 startte hij samen met Jackie Dewaele (Zaki) en IDTV (Nederland) het productiehuis Tellavision Productions, waarmee hij tussen 1995 en 1998 verschillende binnenlandse producties produceerde op de zender VT4. Van 1998 tot 1999 was hij reportagemaker voor het VT4-reportageprogramma Flanders Boulevard.
Op VTM was Verstrepen van 1999 tot 2000 reportagemaker voor het programma Telefacts. Daarnaast presenteerde hij van 1998 tot 2001 de talkradio-personalityshow ZwartWit. Dit programma liep op Radio Metropolys en later op TOPradio. De uitzendingen waren ook via de televisie te volgen op KanaalTwee. Nadat zijn programma definitief werd geschrapt, stapte Verstrepen over naar LibertyTV en presenteerde er van 2002 tot 2004 de ZwartopWit interactieve talkshow. Het programma kon ook beluisterd worden op Radio Contact en 4FM. Toen hij ook daar uit de ether verdween, koos hij voor de politiek.
Verstrepen stichtte in 2000 eveneens het internetbedrijf Politicsinfo.net, dat in 2003 werd overgenomen door Roland Duchâtelet. In 2004 was hij voor enkele maanden eindredacteur voor het praatprogramma Recht van Antwoord en Goedele Liekens. 
Tijdens zijn politieke carrière spitsten zijn media-activiteiten zich vooral toe op het internet, met een weblog, podcastings en een duidelijker geopinieerde talkradioshow Zwart of Wit via de aangekondigde VB-zender Digitale Radio VB6015. De zender VB6015 raakte vanwege internationale druk niet in de lucht. Verstrepen verspreidde zijn analoge ZwartofWit wel enige tijd in Europa, verspreid op 15660 kHz vanuit Rusland. Zijn programma werd ook iedere zondag uitgezonden op Radio Alicante International FM @ 97.5, voor de Vlamingen in Benidorm en Torrevieja.
In maart 2010 startte hij met het televisieprogramma Verstrepen & Hermans (V&H) op GUNKtv. Samen met gewezen Open Vld'er Margriet Hermans presenteerde hij tot in 2011 een discussieprogramma Verstrepen&Hermans over maatschappij en politiek. In Vlaanderen was hij het eerste actieve parlementslid die dit deed in navolging van zijn voorbeelden in de VS. Na zijn politieke carrière keerde hij terug naar media met in 2015 een reeks interviews op Menttv met Mentlatenight, dat hij tot in 2016 presenteerde. In 2017 was hij een van de bezielers van een nieuw online tv-platform inettv met een aantal bv's zoals Joyce De Troch en Tim Tubbax, waar hij tot in 2018 actief bleef. Hij lanceerde als eerste in Vlaanderen opiniërende online tv-programma's via Youtube en Facebook met de naam TALK! In oktober 2017 startte hij op woensdagnamiddag met Jess Donckers het live programma Rebelradio op Topradio Vlaanderen voor het behoud van hun licenties, dat het duo tien weken later presenteerde. Sinds juli 2019 is hij opnieuw presentator op Topradio Vlaanderen.
Verstrepen woont in Spanje. Hij is sinds 2012 gescheiden en is de vader van een zoon en een dochter. Verstrepen leverde met zijn bedrijven ook mediaproducten en consulting aan Lijst Dedecker, CD&V, openVLD en Vlaams Belang.
Sinds 2000 is Verstrepen tevens actief als zelfstandig internet- en nieuwe media-consulent, waarbij hij geregeld wordt gevraagd als mediaspecialist en webinars geeft over nieuwe media.

## Loopbaan als politicus

### Carrière bij Vlaams Blok/Vlaams Belang
Na het einde van zijn carrière bij radio en televisie kreeg Verstrepen aanbiedingen van CD&V en VLD om politiek actief te worden. Uiteindelijk ging hij in zee met het Vlaams Blok, dat hem als onafhankelijk kandidaat een verkiesbare plaats gaf.
Bij de derde rechtstreekse Vlaamse verkiezingen van 13 juni 2004 stond hij als eerste opvolger op de Antwerpse kieslijst van het Vlaams Blok.  Voor het Europees Parlement, dat tegelijk werd verkozen, stond hij elfde op de VB-lijst. Begin juli 2004 kwam hij in het Vlaams Parlement terecht als opvolger van Gerolf Annemans, die aan zijn mandaat verzaakte. Hij werd onder meer vast lid van de Commissie voor Cultuur, Jeugd, Sport en Media (2004-2007), de commissie Onderwijs, Vorming, Wetenschap en Innovatie (2004-2005) en de Commissie Digitaal Vlaanderen (2005-2007). De partij profileerde Verstrepen samen met Marie-Rose Morel als verruimers in een campagne die het VB een nieuw imago moest geven, na de definitieve veroordeling van de partij voor inbreuken op de racismewet. Het Vlaams Blok vertaalde Verstrepens jarenlange programmaslogan "ZwartWit, het programma van de freedom of speech" naar de VB-campagne "Een kwestie van vrije meningsuiting". De VB campagne werd in een zwart-wit lay-out uitgevoerd.
In oktober 2006 werd hij zowel voor de Antwerpse gemeenteraad als de Wilrijkse districtsraad verkozen, maar wegens de onverenigbaarheid van beide zetels mocht hij vanaf 2007 slechts in een van deze twee raden zetelen. Hij verkoos de Antwerpse gemeenteraad, waar hij bleef zetelen tot in 2012.
In januari 2007 opperde hij een lijst naast het Vlaams Belang te vormen met Jean-Marie Dedecker, Forza Flandria, als een rechts Vlaams front, waarop eenieder kon staan zonder een partij te hoeven verlaten. De lijst moest rechts aan een meerderheid brengen bij de federale verkiezingen op 10 juni 2007. VB-voorzitter Frank Vanhecke floot Verstrepen terug. In het voorjaar van 2007 escaleerde de strijd tussen verruimer Verstrepen en het Vlaams Belang met als hoogtepunt de publieke discussie tussen de voorzitter Frank Vanhecke, Marie Rose Morel en Filip Dewinter.
Verstrepen schreef zijn ervaringen bij het Vlaams Blok in 2008 neer in zijn boek Zwart op Wit dat uitgegeven werd via uitgeverij Lampedaire. Het boek zorgde voor de nodige commotie vanwege de passages die gingen over naziliederen op partijbijeenkomsten. Ex-VB-voorzitter Frank Vanhecke eiste van Verstrepen 50.000 euro schadevergoeding vanwege de vermeldingen over zijn vermeende relatie met partijgenote Marie-Rose Morel. Op 11 juni 2010 werd Verstrepen vrijgesproken door de rechtbank van eerste aanleg in Brugge.

### Carrière bij de Lijst Dedecker (LDD)
Op 17 april 2007 kondigde Verstrepen zijn overstap naar de nieuwe partij Lijst Dedecker aan na een dispuut met VB-voorzitter Frank Vanhecke. Op zijn persconferentie haalde hij de mislukte verruiming van het Vlaams Belang aan als hoofdreden.
Hij werd tijdens de federale verkiezingen van 10 juni 2007 op de Antwerpse kandidatenlijst van de Lijst Dedecker tot lid van de Kamer van volksvertegenwoordigers verkozen, maar nam dat mandaat niet op. Zijn opvolger Rob Van de Velde mocht in Verstrepens plaats gaan zetelen. In het Vlaams Parlement bleef hij tot aan de Vlaamse verkiezingen van juni 2009 zetelen als onafhankelijke.
Bij LDD was Verstrepen regiovoorzitter in Antwerpen. Hij was bij de start van Lijst Dedecker ook verantwoordelijk voor de communicatie- en mediacel van LDD.
Binnen LDD kwam Verstrepen regelmatig in het oog van een storm terecht; zijn verzet tegen een alliantie met het Vlaams Belang, zijn pro-Israëlische houding, interne partij-aanvallen via kranten en ten slotte de lijstvormingdiscussie in Antwerpen waarbij Dedecker in de pers verklaarde dat ook Verstrepen niet zeker was van zijn plaats. Uiteindelijk werd hij anderhalve maand voor de verkiezingen lijsttrekker van de LDD-kieslijst in Antwerpen.
Na de volgende Vlaamse verkiezingen van 7 juni 2009 werd hij opnieuw Vlaams volksvertegenwoordiger. Verstrepen stelde zich als enig ervaren Vlaams volksvertegenwoordiger kandidaat-fractieleider voor de LDD-fractie maar zijn voorzitter Jean-Marie Dedecker weigerde dit. Dit zorgde voor nieuwe discussie in de Vlaamse pers. Verstrepen werd opnieuw vast lid van de Commissie voor Cultuur, Jeugd, Sport en Media.
Bij de federale verkiezingen van 2010 stond Verstrepen voor LDD op een onverkiesbare plaats. De partij haalde maar een zetel, voor Jean-Marie Dedecker in West-Vlaanderen. Door de slechte uitslag moest Dedecker een stap opzij zetten als voorzitter. Verstrepen werd door de nieuwe voorzitter Lode Vereeck gevraagd om in het nieuwe bestuur en directiecomité van de partij te zetelen. 
In juni 2012 werd Verstrepen uit de partij Lijst Dedecker gezet, nadat hij zich in de pers scherp had uitgelaten over de koers van de partij onder voorzitter Jean-Marie Dedecker, die in januari 2011 opnieuw voorzitter was geworden van de partij. Het tuchtorgaan van LDD oordeelde dat hij met zijn uitspraken te zeer de partij beschadigde om er lid van te kunnen blijven. Niettemin bleef hij deel uitmaken van de LDD-fractie in het Vlaams Parlement. Bij de verkiezingen van 2014 liep zijn mandaat af.